# SILVER (RIZEの曲)
「SILVER」（シルバー）は、RIZEの20枚目のシングル。2017年3月1日にEpic Records（ソニー・ミュージックエンタテインメント）より発売された。

## 解説
CDシングルとしては2012年に発売された17thシングル「LOCAL DEFENSE ORGANIZATION」以来。通常盤と期間生産限定盤の2種リリースで、期間生産限定盤は描き下ろし銀魂オリジナルイラストジャケットで、『銀魂』の主人公である坂田銀時が描かれている。
表題曲はテレビ東京系アニメ「銀魂.」のエンディングテーマ。作曲のKenKenは同アニメシリーズの大ファンであり、オファーの前からオープニングテーマとエンディングテーマを想定して制作していたという。採用した理由について同アニメのプロデューサーである樋口弘光は「テーマ曲にはロックバンドの楽曲を使用することが多い。今回の『烙陽決戦篇』という長編シリーズの内容にも合っていた」と話している。

## 収録曲

### 通常盤
1. SILVER [3:40]
（作詞：JESSE / 作曲：KenKen / 編曲：RIZE）
  - テレビ東京系アニメ「銀魂.」エンディングテーマ[6]。
2. ONE SHOT (EP edition) [3:51]
（作詞：JESSE / 作曲：金子ノブアキ）
  - WOWOW「NBA 16-17シーズン」イメージソング[6]。ミュージック・ビデオはJESSEが企画・構成・監督を担当。JESSEは「何よりIDEAで勝負、見えていない画はひとコマもない。すべて僕の頭の中で思い描いていた画を一回の撮影＝ONE SHOTでキャプチャー出来たと満足している」[7]。
3. 日本刀 (STUDIO LIVE ver.) [2:54]
（作詞：JESSE / 作曲：JESSE, 金子統昭, 小川剛史, 中尾宣弘）

### 期間生産限定盤
1. SILVER [3:40]
2. ONE SHOT (EP edition) [3:51]
3. 日本刀 (STUDIO LIVE ver.) [2:54]
4. SILVER (TV size ver.) [1:29]
  - アニメエンディングで使用されているバージョン[8]。2017年1月8日に先行配信された。

## 収録アルバム
SILVER
- THUNDERBOLT〜帰ってきたサンダーボルト〜 （2017年9月6日）